# Crassula fallax
Crassula fallax (лат.) — вид суккулентных растений рода Толстянка (Crassula) семейства Толстянковые (Crassulaceae), естественно произрастающий на территории Капской провинции Южно-Африканской Республики.

## Название
Родовое латинское название Crassula происходит от латинского слова crassus, — «толстый», в основном из-за присутствия у растений этого рода сочных листьев.
Видовой эпитет fallax переводится как «обманчивый», возможно, из-за сложностей в идентификации данного таксона.

## Ботаническое описание
Многолетние кустарники, достигающие высоты до 40 см, редко разветвляются, преимущественно начиная от основания, и характеризуются сохранением старых листьев, которые не опадают. Листья варьируют от продолговатых до эллиптических, иногда овально-продолговатых, с размерами (20-)30-50(-70) х 4-10(-13) мм. Они обычно тупые, иногда острые, слегка выпуклые снизу и уплощенные дорзивентрально, голые, за исключением плотного ряда листьев, с легким изогнутым краем и оттенком от зеленого до желтовато-зеленого цвета.
Соцветие представляет собой тирс с плоской вершиной, иногда содержащий небольшое или значительное количество дихазии, с часто нечетким цветоносом. Чашечка состоит из узкотреугольных долей длиной 3,5-4,5 мм, острых, часто с концевым кончиком, голых, мясистых, зеленых, иногда с красноватым оттенком. Венчик трубчатый, сросшийся у основания на 1-1,3 мм, белого или кремового цвета; лопасти продолговато-обратноланцетные, длиной 6-8 мм, острые, с субтерминальным дорсальным придатком, сильно отогнутые до отогнутых. Тычинки с коричневыми пыльниками. Чешуйки поперечно-продолговатые или квадратные, размером 0,2-0,3 х 0,3-0,4 мм, усеченные и едва суженные книзу, слегка мясистые, окрашенные в желтый.

## Распространение и экология
Растет на песчаных почвах, в низинах и на нижних склонах, включая как песчаные участки, так и равнины. Встречается от реки Улифантс до Бредасдорпа, простираясь на юго-западе Капской провинции от близ Клануильяма до Капского полуострова и близ Бредасдорпа.
Выявлены некоторые локальные вариации в форме и размере листьев. Например, у растений от Капского полуострова до Бредасдорпа листья особенно широки, превышая ширину в 3-5 раз, тогда как в регионе Коуэ-Боккевельд они значительно уже, достигая 6-8 раз длиннее ширины.

## Таксономия
Crassula fallax Friedrich, первое упоминание в Mitt. Bot. Staatssamml. München 11: 323 (1974).